# La Belle Russe

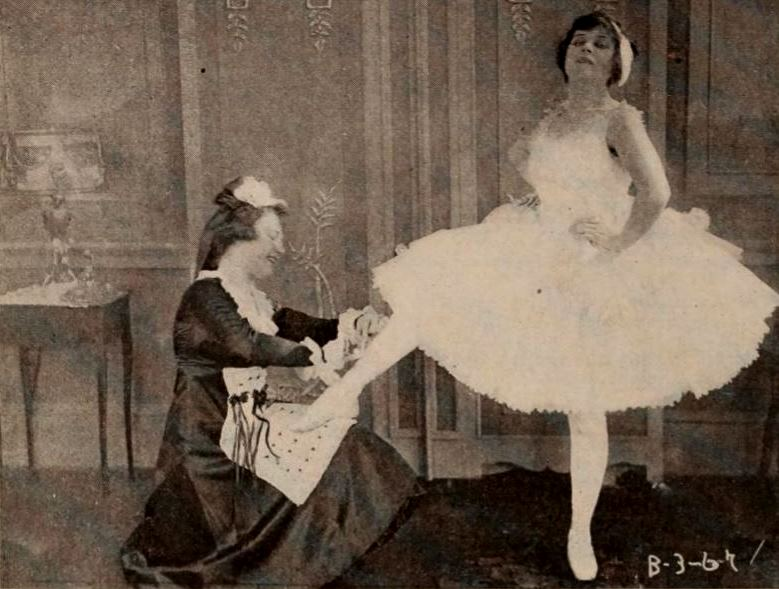
Theda Bara em La Belle Russe.

La Belle Russe é um filme de drama romântico mudo americano de 1919 dirigido por Charles Brabin e estrelado por sua esposa Theda Bara. É baseado na peça homônima de 1882 de David Belasco, que foi anteriormente adaptada para as telas em 1914. O filme foi lançado pela Fox Film Corporation em 21 de setembro de 1919.

## Elenco
- Theda Bara como Fleurette Sackton / La Belle Russe
- Warburton Gamble como Phillip Sackton
- Marian Stewart como Phillip Sackton Jr.
- Robert Lee Keeling como Sir James Sackton
- William B. Davidson como marca
- Alice Wilson como Lady Sackton
- Robert Vivian como mordomo
- Lewis Broughton

## Status de preservação
O filme atualmente é considerado perdido.